# Morpheus (Mátrix)
Morpheus egy kitalált karakter a Mátrix című sci-fi filmsorozatban, amelyet a Wachowski testvérek alkottak. A karaktert az eredeti trilógiában Laurence Fishburne alakította, míg a 2021-es Mátrix: Feltámadások című filmben Yahya Abdul-Mateen II játszotta Morpheus új változatát. Morpheus kulcsszereplő a sorozatban, aki a lázadók vezetőjeként küzd a gépek uralma ellen, és Neót, az emberiség megmentőjét keresi.

## Háttértörténet
Morpheus a gépek által irányított mesterséges valóság, a Mátrix elleni emberi lázadás egyik kiemelkedő vezetője. Híres arról, hogy rendíthetetlenül hisz a próféciában, amely szerint egy "Kiválasztott" (The One) szabadítja fel az emberiséget a gépek uralma alól. Morpheus feladata, hogy megtalálja ezt a Kiválasztottat, akiről úgy gondolja, hogy Neo (Keanu Reeves).
A karakter nevét az ókori görög mitológiából származó Morpheusz, az álmok istene ihlette, utalva a Mátrixban rejlő valóság és illúzió témájára.

## Megjelenései

### Mátrix (1999)
Az első filmben Morpheus Neót bevezeti az igazságba a Mátrix természetéről, és felajánlja neki a híres „piros vagy kék pirula” választást, amely az ébredést vagy a Mátrixban maradást jelképezi. Morpheus mentorálja Neót és vezeti a lázadók hajóját, a Nebukadneccart. Kulcsszerepet játszik Neo képességeinek kibontakoztatásában és a lázadásban.

#### Mátrix: Újratöltve (2003)
A második filmben Morpheus továbbra is a lázadás központi alakja, aki Neót támogatja, miközben egyre mélyebb rejtélyeket fedeznek fel a Mátrix működéséről. A filmben több akciójelenetben is központi szereplő, köztük a híres autópályás üldözésben.

#### Mátrix: Forradalmak (2003)
A trilógia zárófilmjében Morpheus a gépek elleni végső harc során is kulcsszerepet játszik. Hite a próféciában meginog, de továbbra is harcol az emberiség szabadságáért. A történet végén Neóra bízza a lázadás sorsát.

#### Mátrix: Feltámadások (2021)
A legújabb filmben Morpheus új formában jelenik meg, amely nem azonos az eredeti karakterrel. Ez az új Morpheus a Mátrix egyik programjaként létezik, aki segít Neónak újra megtalálni önmagát. Yahya Abdul-Mateen II alakításában a karakter modernizált megközelítést kapott, amely részben az eredeti Morpheus tiszteletére épül.

## Jellemzők és szimbolika
Morpheus karaktere a vezető és mentor archetípusát testesíti meg. Bölcsessége, stratégiai gondolkodása és rendíthetetlen hite a lázadók számára nélkülözhetetlenné teszi. A piros és kék pirula szimbolikája – a valóság elfogadása vagy az illúzióban maradás – a modern popkultúra egyik legismertebb metaforájává vált.

#### Kapcsolatai más szereplőkkel
- Neo: Morpheus legfontosabb kapcsolata a sorozatban. Hite Neóban töretlen, még akkor is, amikor mások kételkednek a Kiválasztott mibenlétében.
- Trinity: Morpheus szövetségese és bizalmasa. Trinity az ő tanítványa volt, és szoros kapcsolat fűzi őket egymáshoz.
- Orákulum: Az Orákulum iránti tisztelete és hite a próféciában vezérli tetteit. Morpheus számára az Orákulum tanácsai meghatározóak a lázadás stratégiájában.

## Harci stílus és képességek
Morpheus kivételes harcművészeti készségekkel rendelkezik, amelyeket a Mátrixban tovább fokozhat az ottani törvények manipulálásával. Harcstílusa vegyíti a kungfu, a karate és más ázsiai harcművészetek elemeit. Az első film híres dojo-jelenetében Neót tanítja arra, hogy a Mátrix szabályai meghaladhatók.

## Popkulturális hatás
Morpheus karaktere a sci-fi ikonikus alakjává vált, különösen a filozófiai témák és a választás szabadsága kapcsán. A "piros vagy kék pirula" kifejezés számos filozófiai és politikai diskurzusban felbukkan. A karaktert gyakran parodizálták filmekben, sorozatokban és reklámokban.

### Idézetek
- "Te vagy a Kiválasztott."
- "Ne próbáld meghajlítani a kanalat. Ez lehetetlen. Inkább csak próbáld megérteni az igazságot."
- "A valóság csak illúzió, bár nagyon kitartó."

## Érdekességek
- Laurence Fishburne neve összefonódott Morpheus karakterével, és számos interjúban beszélt a szerep jelentőségéről.
- A karakter ikonikus napszemüvegét az első filmhez kifejezetten Morpheus számára tervezték.
- Morpheus neve és alakja számos paródia és tiszteletadás tárgya lett különböző médiumokban, például a videójátékokban és a televízióban.